# 화담집
화담집은 화담 서경덕의 문집으로, 그의 문인 허엽, 박민헌 등이 그의 집에 전해 내려오는 글을 바탕으로 명종, 선조년간에 목판으로 초간하였다.

## 내용
1권에는 부 1편과 시 100여 수가 실려 있는데, 시는 시기에 따른 오ㆍ칠언 율시, 절구가 섞여 있다. 2권은 산문이 실려 있는데, 화담의 이기철학과 이사상(易思想) 그리고 수학 등 사상과 학문이론이 담겨 있다.
부록인 3권에는 연보와 신도비명 등과 문인ㆍ후배들의 문집에서 가져온 관련된 이야기들이 실려 있다.
마찬가지로 부록인 4권에는 화곡서원과 송양서원에 내려오는 글들이 수록되어 있으며 문인들의 목록도 실려있다.

## 간행기
1605년 평안도 은산현에서 현감 홍방이 초간본에 신도비명을 덧붙여 목판으로 중간본을 만들었다. 여기에 부록을 합하여 1752년 김용겸이 분류를 하고 재편한 정호본에 채위하가 부록을 증보하고 연보와 문인록을 추가하여 1770년 개성 화곡서원에서 목판으로 사간한 하였다. 이후 조유선, 마지광 등이 부록을 증포하고 재편하여 1786년 화곡서원에서 활자로 간행하였다.